# 부르면 갑니다, 머슴아들
《부르면 갑니다, 머슴아들》은 채널A에서 방영된 대한민국의 예능 프로그램이다.

## 출연자
- 김병만
- 현주엽
- 박준형
- 정준하
- 박정철
- 김태우
- 양세형
- 주우재
- 이해우
- 키스
- 정호균
- 신제록

## 시청률
| 회차 | 회차             | 시청률 |
| ---- | ---------------- | ------ |
| 1화  | 2015년 12월 5일  | 1.521% |
| 2화  | 2015년 12월 12일 | 2.464% |
| 3화  | 2015년 12월 19일 | 1.565% |
| 4화  | 2015년 12월 26일 | 1.757% |
| 5화  | 2016년 1월 2일   | 1.802% |
| 6화  | 2016년 1월 9일   | 2.693% |
| 7화  | 2016년 1월 16일  | 2.100% |
| 8화  | 2016년 1월 23일  | 1.867% |
| 9화  | 2016년 1월 30일  | 2.125% |
| 10화 | 2016년 2월 6일   | 1.891% |
| 11화 | 2016년 2월 13일  | 2.372% |
| 12화 | 2016년 2월 20일  | 2.170% |
| 13화 | 2016년 2월 27일  | 2.206% |
| 14화 | 2016년 3월 5일   | 2.276% |
| 15화 | 2016년 3월 12일  | 1.786% |
| 16화 | 2016년 3월 19일  | 1.660% |